# Liste der Baudenkmale in Halle (Weserbergland)
In der Liste der Baudenkmale in Halle (Weserbergland) sind die Baudenkmale der niedersächsischen Gemeinde Halle und ihrer Ortsteile im Landkreis Holzminden aufgelistet.

## Allgemein
In den Spalten befinden sich folgende Informationen:
- Lage: die Adresse des Baudenkmales und die geographischen Koordinaten. Kartenansicht, um Koordinaten zu setzen. In der Kartenansicht sind Baudenkmale ohne Koordinaten mit einem roten Marker dargestellt und können in der Karte gesetzt werden. Baudenkmale ohne Bild sind mit einem blauen Marker gekennzeichnet, Baudenkmale mit Bild mit einem grünen Marker.
- Bezeichnung: Bezeichnung des Baudenkmales
- Beschreibung: die Beschreibung des Baudenkmales. Unter § 3 Abs. 2 NDSchG werden Einzeldenkmale und unter § 3 Abs. 3 NDSchG Gruppen baulicher Anlagen und deren Bestandteile ausgewiesen.
- ID: die Objekt-ID des Baudenkmales
- Bild: ein Bild des Baudenkmales, ggf. zusätzlich mit einem Link zu weiteren Fotos des Baudenkmals im Medienarchiv Wikimedia Commons. Wenn man auf das Kamerasymbol klickt, können Fotos zu Baudenkmalen aus dieser Liste hochgeladen werden:

## Bremke
Baudenkmale im Ortsteil Bremke.

### Gruppe: Hofanlage Dorfstr. 5
Die Gruppe „Hofanlage Dorfstr. 5“ hat die ID 26973262.

| Lage                                     | Bezeichnung | Beschreibung | ID       | Bild |
| ---------------------------------------- | ----------- | ------------ | -------- | ---- |
| Triftweg 2 52° 1′ 48″ N, 9° 33′ 26″ O    | Scheune     |              | 26796159 |      |
| Hauptstraße 5 52° 1′ 48″ N, 9° 33′ 26″ O | Wohnhaus    |              | 26796030 |      |

### Gruppe: Gasthof Hauptstr. 7
Die Gruppe „Gasthof Hauptstr. 7“ hat die ID 26973251.

| Lage                                     | Bezeichnung | Beschreibung                                    | ID       | Bild |
| ---------------------------------------- | ----------- | ----------------------------------------------- | -------- | ---- |
| Hauptstraße 7 52° 1′ 53″ N, 9° 33′ 25″ O | Gaststätte  |                                                 | 26796045 |      |
| Hauptstraße 7 52° 1′ 53″ N, 9° 33′ 24″ O | Saalbau     |                                                 | 26796061 |      |
| Hauptstraße 7 52° 1′ 52″ N, 9° 33′ 23″ O | Scheune     | 2023 bereits abgerissen, als Denkmal erloschen. | 26796079 |      |

### Gruppe: Hofanlage Ringstr. 12
Die Gruppe „Hofanlage Ringstr. 12“ hat die ID 26973284.

| Lage                                    | Bezeichnung | Beschreibung | ID       | Bild |
| --------------------------------------- | ----------- | ------------ | -------- | ---- |
| Ringstraße 12 52° 1′ 50″ N, 9° 33′ 9″ O | Wohnhaus    |              | 26796129 |      |
| Ringstraße 12 52° 1′ 51″ N, 9° 33′ 8″ O | Scheune     |              | 26796144 |      |

### Gruppe: Hofanlage Triftstr. 4
Die Gruppe „Hofanlage Triftstr. 4“ hat die ID 26973273.

| Lage                                  | Bezeichnung              | Beschreibung | ID       | Bild |
| ------------------------------------- | ------------------------ | ------------ | -------- | ---- |
| Triftweg 4 52° 1′ 47″ N, 9° 33′ 24″ O | Scheune                  |              | 26796189 |      |
| Triftweg 4 52° 1′ 48″ N, 9° 33′ 24″ O | Wohn-/Wirtschaftsgebäude |              | 26796174 |      |

### Einzeldenkmale
| Lage                                     | Bezeichnung              | Beschreibung | ID       | Bild |
| ---------------------------------------- | ------------------------ | ------------ | -------- | ---- |
| Bachweg 1 52° 1′ 52″ N, 9° 33′ 16″ O     | Scheune                  |              | 26795996 |      |
| Dorfstraße 10 52° 1′ 50″ N, 9° 33′ 16″ O | Wohnhaus                 |              | 26796013 |      |
| Kirchplatz 52° 1′ 50″ N, 9° 33′ 14″ O    | Kapelle (Bauwerk)        |              | 26796095 |      |
| Ringstraße 10 52° 1′ 50″ N, 9° 33′ 10″ O | Wohn-/Wirtschaftsgebäude |              | 26796112 |      |

## Dohnsen
Baudenkmale im Ortsteil Dohnsen.

### Gruppe: Hofanlage Dohnser Str. 7
Die Gruppe „Hofanlage Dohnser Str. 7“ hat die ID 26973218.

| Lage                                          | Bezeichnung   | Beschreibung | ID       | Bild |
| --------------------------------------------- | ------------- | ------------ | -------- | ---- |
| Dohnsener Straße 7 52° 0′ 21″ N, 9° 34′ 24″ O | Wohnhaus      |              | 26796204 |      |
| Dohnsener Straße 7 52° 0′ 20″ N, 9° 34′ 23″ O | Scheune/Stall |              | 26796219 |      |

### Gruppe: Hofanlage Kuhlenstr. 6
Die Gruppe „Hofanlage Kuhlenstr. 6“ hat die ID 26973229.

| Lage                                      | Bezeichnung        | Beschreibung | ID       | Bild |
| ----------------------------------------- | ------------------ | ------------ | -------- | ---- |
| Kuhlenstraße 6 52° 0′ 28″ N, 9° 34′ 29″ O | Wohnhaus           |              | 26796319 |      |
| Kuhlenstraße 6 52° 0′ 29″ N, 9° 34′ 28″ O | Wirtschaftsgebäude |              | 26796335 |      |
| Kuhlenstraße 6 52° 0′ 27″ N, 9° 34′ 27″ O | Einfriedung        |              | 26796351 |      |

### Gruppe: Hofanlage Kuhlenstr. 8
Die Gruppe „Hofanlage Kuhlenstr. 8“ hat die ID 26973240.

| Lage                                      | Bezeichnung | Beschreibung | ID       | Bild |
| ----------------------------------------- | ----------- | ------------ | -------- | ---- |
| Kuhlenstraße 8 52° 0′ 28″ N, 9° 34′ 26″ O | Wohnhaus    |              | 26796367 |      |
| Kuhlenstraße 8 52° 0′ 29″ N, 9° 34′ 26″ O | Scheune     |              | 26796383 |      |

### Einzeldenkmale
| Lage                                           | Bezeichnung              | Beschreibung | ID       | Bild |
| ---------------------------------------------- | ------------------------ | ------------ | -------- | ---- |
| Dohnsener Straße 13 52° 0′ 24″ N, 9° 34′ 23″ O | Scheune                  |              | 26796236 |      |
| Dohnsener Straße 29 52° 0′ 29″ N, 9° 34′ 18″ O | Wohnhaus                 |              | 26796253 |      |
| Im Kniep 52° 0′ 30″ N, 9° 34′ 21″ O            | Kapelle (Bauwerk)        |              | 26796270 |      |
| Kirchgraben 11 52° 0′ 32″ N, 9° 34′ 22″ O      | Wohn-/Wirtschaftsgebäude |              | 26796286 |      |
| Kirschenweg 52° 0′ 20″ N, 9° 34′ 27″ O         | Kriegerdenkmal           |              | 26796303 |      |
| Kuhlenstraße 9 52° 0′ 29″ N, 9° 34′ 23″ O      | Wohnhaus                 |              | 26796399 |      |
| Meintweg 2 52° 0′ 30″ N, 9° 34′ 16″ O          | Wohn-/Wirtschaftsgebäude |              | 26796416 |      |
| Meintweg 4 52° 0′ 31″ N, 9° 34′ 15″ O          | Wohn-/Wirtschaftsgebäude |              | 26806570 |      |
| Schusterbrink 1 52° 0′ 30″ N, 9° 34′ 24″ O     | Wohnhaus                 |              | 26796433 |      |

## Halle
Baudenkmale im Ortsteil Halle.

### Gruppe: Kirche m. Kirchhof
Die Gruppe „Kirche m. Kirchhof“ hat die ID 26973207.

| Lage                                 | Bezeichnung      | Beschreibung | ID       | Bild           |
| ------------------------------------ | ---------------- | ------------ | -------- | -------------- |
| Kirchweg 51° 59′ 30″ N, 9° 33′ 47″ O | Kirche (Bauwerk) | St. Petri    | 26796586 | Weitere Bilder |
| Kirchweg 51° 59′ 30″ N, 9° 33′ 48″ O | Kriegsmahnmal    |              | 26796605 |                |
| Kirchweg 51° 59′ 30″ N, 9° 33′ 48″ O | Kirchhof         |              | 26796621 |                |

### Einzeldenkmale
| Lage                                                  | Bezeichnung               | Beschreibung     | ID       | Bild |
| ----------------------------------------------------- | ------------------------- | ---------------- | -------- | ---- |
| Auf der Zinne 5 51° 59′ 27″ N, 9° 34′ 0″ O            | Scheune                   |                  | 26796450 |      |
| Im Winkel 6 51° 59′ 24″ N, 9° 33′ 51″ O               | Scheune                   |                  | 26796501 |      |
| Hoher Weg 2 51° 59′ 30″ N, 9° 33′ 49″ O               | Scheune                   |                  | 26796484 |      |
| Kaiserstraße 2 51° 59′ 21″ N, 9° 33′ 22″ O            | Wohnhaus                  |                  | 26796518 |      |
| Kaiserstraße 36 51° 59′ 28″ N, 9° 33′ 50″ O           | Wohn-/Wirtschaftsgebäude  |                  | 26796552 |      |
| Kaiserstraße 44 51° 59′ 25″ N, 9° 33′ 54″ O           | Wohn-/Wirtschaftsgebäude  |                  | 26796569 |      |
| Kaiserstraße 46 51° 59′ 24″ N, 9° 33′ 54″ O           | Wohnhaus                  |                  | 26796535 |      |
| Palms Höhe 8 51° 59′ 34″ N, 9° 33′ 52″ O              | Wohn-/Wirtschaftsgebäude  |                  | 26796653 |      |
| Weihberg 2 51° 59′ 31″ N, 9° 33′ 56″ O                | Gaststätte                |                  | 26796670 |      |
| K 7 (Weihberg) 51° 59′ 41″ N, 9° 34′ 4″ O             | Jüdischer Friedhof        | Friedhof         | 26806717 | BW   |
| Feldweg über WL Spüligbach 51° 59′ 37″ N, 9° 34′ 2″ O | Brücke über WL Spüligbach | Brücke (Bauwerk) | 26806701 |      |

## Hunzen
Baudenkmale im Ortsteil Hunzen.
| Lage                                  | Bezeichnung              | Beschreibung     | ID       | Bild |
| ------------------------------------- | ------------------------ | ---------------- | -------- | ---- |
| Lindenweg 51° 59′ 9″ N, 9° 35′ 48″ O  | St. Marienkirche         | Kirche (Bauwerk) | 26796687 |      |
| Lindenweg 51° 59′ 9″ N, 9° 35′ 48″ O  | Kriegsmahnmal            |                  | 26796707 |      |
| Zum Ith 7 51° 59′ 10″ N, 9° 35′ 42″ O | Wohn-/Wirtschaftsgebäude |                  | 26796722 |      |

## Kreipke
Baudenkmale im Ortsteil Kreipke.

### Gruppe: Hofanlage, Hintere Dorfstraße 8
Die Gruppe „Hofanlage, Hintere Dorfstraße 8“ hat die ID 26973295.

| Lage                                             | Bezeichnung              | Beschreibung | ID       | Bild |
| ------------------------------------------------ | ------------------------ | ------------ | -------- | ---- |
| Hintere Dorfstraße 8 51° 59′ 59″ N, 9° 31′ 58″ O | Scheune/Stall            |              | 26796759 |      |
| Hintere Dorfstraße 8 51° 59′ 58″ N, 9° 31′ 58″ O | Wohn-/Wirtschaftsgebäude |              | 26796739 |      |
| Hintere Dorfstraße 8 51° 59′ 58″ N, 9° 31′ 57″ O | Backhaus                 |              | 26796774 |      |

### Einzeldenkmale
| Lage                                          | Bezeichnung              | Beschreibung | ID       | Bild |
| --------------------------------------------- | ------------------------ | ------------ | -------- | ---- |
| Kreipker Straße 2 51° 59′ 58″ N, 9° 32′ 8″ O  | Scheune                  |              | 26796789 |      |
| Kreipker Straße 4 51° 59′ 56″ N, 9° 32′ 4″ O  | Scheune                  |              | 26796806 |      |
| Kreipker Straße 8 51° 59′ 55″ N, 9° 31′ 56″ O | Wohn-/Wirtschaftsgebäude |              | 26796823 |      |

## Tuchtfeld
Baudenkmale im Ortsteil Tuchtfeld.
| Lage                                      | Bezeichnung                    | Beschreibung | ID       | Bild |
| ----------------------------------------- | ------------------------------ | ------------ | -------- | ---- |
| Brandstraße 3 51° 58′ 47″ N, 9° 34′ 29″ O | Wohn-/Wirtschaftsgebäude       |              | 26796467 |      |
| Mittelweg 51° 58′ 44″ N, 9° 34′ 30″ O     | Kapelle (Bauwerk) St. Johannis |              | 26796636 |      |

## Wegensen
Es sind keine Baudenkmale im Ortsteil Wegensen bekannt.